# Recesión de 1973-1975
La recesión de 1973-1975 o recesión de la década de 1970 fue una época de estancamiento económico en gran parte del mundo occidental durante la década de 1970, que puso fin a la expansión económica de la edad de oro del capitalismo. Se diferenció de muchas recesiones previas por ser una estanflación, en la que coexistieron un alto desempleo y una alta inflación.

## Estados Unidos

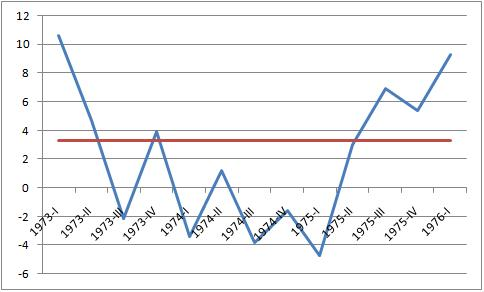
En la terminología de las formas de recesión, la recesión de 1973–1975 en los Estados Unidos se puede considerar una recesión con forma de U, debido a su prolongado periodo de débil crecimiento y contracción.
Línea azul, variación porcentual del PIB (anualizada y desestacionalizada); línea roja, crecimiento medio del PIB entre 1947 y 2009.
Fuente: Oficina de Análisis Económico.

Entre las causas de la recesión estuvieron la crisis del petróleo de 1973 y la caída del sistema de Bretton Woods tras el «shock de Nixon». La aparición de los países recientemente industrializados aumentó la competencia en la industria del metal, desencadenando una crisis del acero, en la que las principales zonas industriales de Norteamérica y Europa se vieron obligadas a reestructurarse. El crac del mercado bursátil de 1973–1974 hizo evidente la recesión.
En los Estados Unidos la recesión duró desde noviembre de 1973 (durante la presidencia de Richard Nixon) hasta marzo de 1975 (durante la presidencia de Gerald Ford), y sus efectos se sintieron durante la presidencia de Jimmy Carter y hasta mediados del primer mandato de Ronald Reagan como presidente, caracterizado por un bajo crecimiento económico. Aunque la economía se expandió desde 1975 hasta la recesión de principios de la década de 1980, que empezó en enero de 1980, la inflación se mantuvo muy alta hasta la década de 1980. La Oficina de Estadísticas Laborales de los Estados Unidos estima que se perdieron 2.3 millones de empleos durante la recesión; en la época, se convirtió en el récord desde la guerra.
Aunque la recesión terminó en marzo de 1975, la tasa de desempleo no alcanzó su punto máximo hasta mayo de 1975, con un 9 %. Cuatro ciclos han tenido picos más altos que este: la Gran Recesión, cuando la tasa de desempleo alcanzó su pico en un 10 % en octubre de 2009; la recesión de principios de la década de 1980, cuando el desempleo alcanzó el 10.8 % en noviembre y diciembre de 1982; la Gran Depresión, cuando el desempleo alcanzó el 25 % en 1933; y la recesión por la pandemia de COVID-19, cuando el desempleo alcanzó el 14.7 % en 2020.

## Reino Unido
La recesión también duró desde 1973 hasta 1975 en el Reino Unido. El producto interior bruto (PIB) se contrajo en un 3.9 % o en un 3.37 %, según la fuente, y tardó catorce trimestres en recuperar sus niveles previos al inicio de la recesión. La crisis del petróleo fue en gran parte la culpable de la recesión en el Reino Unido, al igual que lo fue en los Estados Unidos, aunque la verdadera crisis vino en la forma de la Semana de Tres Días, que fue el resultado de los temores sobre la escasez de energía tras el anuncio de una huelga de mineros en diciembre de 1973. La semana de tres días fue un estado de emergencia impuesto por el primer ministro conservador Edward Heath, que entró en vigor el 1 de enero de 1974, y supuso que los usuarios comerciales de electricidad fueron limitados a consumir electricidad durante tres días consecutivos específicos, y se les prohibió trabajar más horas fuera de esos días, aunque los servicios considerados esenciales estaban exentos de estas restricciones. Los apagones eléctricos fueron generalizados por todo el país. También hubo una inflación de dos dígitos durante este periodo, que superó el 20 %.
La oferta de Edward Heath de un aumento de sueldo del 13 % fue rechazada por los mineros, y él respondió convocando unas elecciones anticipadas el 28 de febrero de 1974, en lo que vio como una oportunidad para que el electorado mostrara a los mineros que el gobierno —y no los mineros ni los sindicatos— era el responsable de dirigir el país. La mayoría de las encuestas sugerían que los conservadores serían reelegidos con una mayoría, pero los resultados de las elecciones mostraron que ningún partido tenía una mayoría absoluta. La diferencia entre el gobierno conservador de Heath y la oposición laborista liderada por Harold Wilson fue tan pequeña que los conservadores recibieron más votos pero los laboristas consiguieron cuatro escaños más.
Heath intentó mantener a los conservadores en el gobierno tratando de formar una coalición con el Partido Liberal y ofreciendo un puesto en el consejo de ministros a su líder Jeremy Thorpe, pero su intento resultó infructuoso y tuvo que dimitir el 4 de marzo, allanando el camino para que los laboristas de Harold Wilson volvieran al poder con un gobierno en minoría, hasta que ganaron unas segundas elecciones el 10 de octubre de 1974 con una estrecha mayoría absoluta.
El crecimiento económico se reestableció en 1975, cuando se declaró el final de la recesión, pero la economía británica permaneció débil: la inflación se mantuvo alta, las huelgas continuaron paralizando las industrias y los servicios públicos, el desempleo continuó por encima del millón de personas, y poco después de la dimisión de Harold Wilson como primer ministro en marzo de 1976, su sucesor James Callaghan tuvo que pedir al Fondo Monetario Internacional un rescate multimillonario en un intento de reforzar la economía británica.
La estrecha mayoría del gobierno laborista desapareció a principios de 1977 como resultado de su derrota electoral, pero Callaghan consiguió formar una coalición con los liberales para mantenerse en el poder. Este pacto concluyó en verano de 1978, momento en el que el crecimiento económico se había recuperado (aunque el desempleo se situaba en un millón y medio, el máximo desde la guerra), y las encuestas sugerían que los laboristas podrían formar un gobierno en mayoría si se celebraran unas elecciones generales. Sin embargo, Callaghan descartó unas elecciones en septiembre de 1978, y en pocas semanas empezó una serie de huelgas que desencadenarían el Invierno del descontento. En marzo de 1979, una moción de censura presentada por la líder de la oposición conservadora, Margaret Thatcher, provocó la caída del gobierno laborista y en las elecciones de mayo de ese año, los conservadores volvieron al poder.
En el primer año del gobierno de Thatcher, la inflación subió al 15.3 %, pero posteriormente bajó al 5 % antes de su victoria en las elecciones de 1983. Sin embargo, las políticas monetaristas diseñadas para frenar la inflación causaron una recesión en 1980 y una fuerte subida del desempleo, que pasó del 5.4 % (1 390 460 personas) al 11.5 % (3 104 660 personas). No fue hasta 2000, durante el gobierno del nuevo laborismo de Tony Blair, cuando el desempleo bajó a los niveles de 1979.

## Resto del mundo

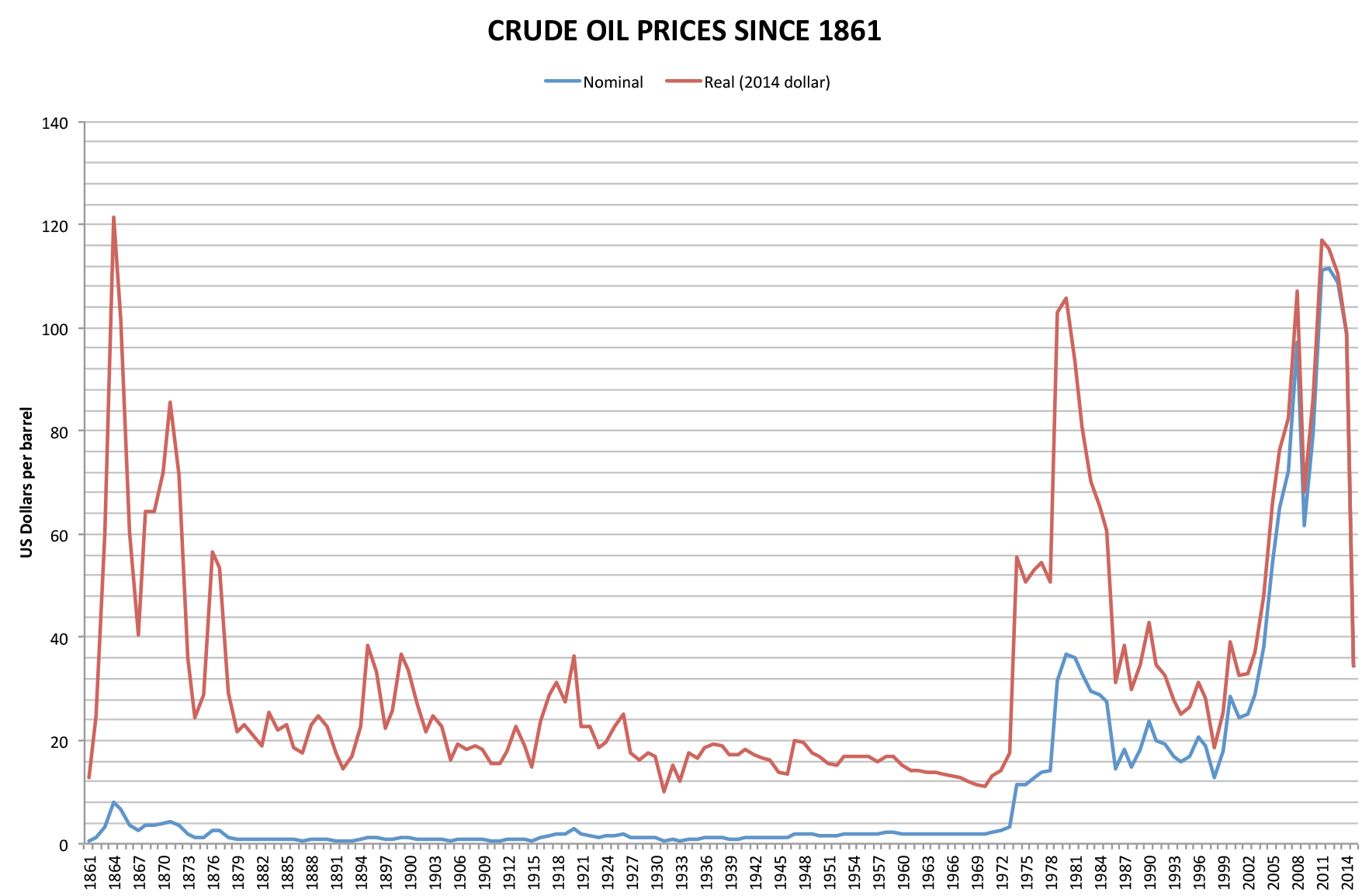
Los precios del petróleo en dólares estadounidenses entre 1861 y 2015 (1861–1944 crudo estadounidense medio, 1945–1983 árabe ligero, 1984–2015 Brent). La línea roja está ajustada a la inflación, y la azul no ajustada.

La crisis del petróleo de 1973 también tuvo unos efectos similares en otros países que dependían significativamente de la importación de petróleo, como Francia, Suecia, Japón, Finlandia, Bélgica, Luxemburgo y Dinamarca.
En el caso particular de Suecia, la recesión resultó devastadora para las industrias del transporte, la construcción naval y la explotación forestal y minera. El aumento de los precios del petróleo hizo que los ingresos de exportación por transporte disminuyeran en un 25 % en unos pocos años. En esa época, Suecia tenía la segunda industria de construcción naval más grande del mundo tras la de Japón, y los efectos de la recesión devastaron a los constructores navales (quienes perdieron unos 3000 millones de coronas suecas en 1974), lo que a su vez causó problemas en la industria del acero sueca. La pérdida de trabajos en la industria de la construcción naval devastó ciudades portuarias como Malmö, sede del astillero de Kockums, que tendría problemas durante los veinte años siguientes. Además, los efectos dominó de la recesión agravaron los problemas de la industria de la minería de hierro, en un momento en el que el hierro sueco estaba experimentando un aumento de los costes y se estaba enfrentando a una creciente competencia a menor coste de nuevas minas en lugares como Australia y Brasil.
La recesión inflacionaria, combinada con una política fiscal expansiva y un generoso convenio colectivo de trabajo [cita requerida]firmado con los sindicatos para el periodo 1974-1976, pusieron a Suecia en una senda profundamente inflacionista: su índice de precios al consumo se quintuplicó entre 1972 y 1995. Entre 1965 y 1979, la proporción del empleo total que corresponde al sector público aumentó del 12 % al 30 %, lo que incrementó significativamente la presión fiscal en una época de aumento de costes y precios, lo que se trasladó a los acuerdos salariales, la competitividad y la rentabilidad, y contribuyó al deterioro de la balanza comercial.
Algunos países recientemente industrializados vieron algunos beneficios de la crisis, por ejemplo España, Corea del Sur, Taiwán, Singapur, México y Brasil, dado que sus bajos costes laborales atrajeron nuevas inversiones y dieron a sus productos una ventaja competitiva sobre sus competidores en países desarrollados con mayores costes. Estos países ganaron cuota de mercado tanto en sus mercados domésticos como en el exterior a un ritmo acelerado durante la década de 1970.

## Recuperación económica
En los Estados Unidos, la recuperación económica de la recesión de 1973-1975 tuvo muchas de las características de una típica recuperación con forma de U. El producto nacional bruto (la medida usada en la época) alcanzó y superó sus niveles anteriores a la recesión en el primer trimestre de 1976. La producción industrial se recuperó a sus niveles previos a la recesión a finales de 1976.
La principal influencia de la recesión vino en la forma del concepto de la estanflación, es decir, inflación durante una época de recesión. Como resultado, la Reserva Federal ajustó su mandato, considerando que el trade-off entre inflación y desempleo era mucho más alto de lo que se pensaba previamente, y estableció un objetivo del 6 % como pleno empleo. Por ello, el desempleo, que había alcanzado el 9 % en mayo de 1975, no bajó del 6 % hasta junio de 1978. Los niveles de desempleo previos a la recesión, del 4.6 %, no se volvieron a alcanzar hasta noviembre de 1997, cuando la Reserva Federal se desvió de su política anterior.
La interpretación sobre la causa de la estanflación fue y continúa siendo controvertida. El embargo de petróleo de 1973-1974, que empujó los precios del barril de petróleo de 15 a 45 dólares de 2010 casi de la noche a la mañana, ciertamente contribuyó a la inflación de esta época, ocupando una mayor proporción de la renta (un «impuesto sobre el petróleo») en un momento de caída del gasto de los consumidores. El precio de los derivados del petróleo continuó aumentando durante toda la década, alcanzando un pico de unos 73 dólares de 2010 por barril en 1979 como resultado de la Revolución iraní, un precio que no se superó hasta 2008, como consecuencia de la guerra de Irak.